# Pfründestiftungsverband
Der Pfründestiftungsverband der Evangelisch-Lutherischen Kirche in Bayern vertritt und verwaltet die Pfründestiftungen im Freistaat Bayern und verwendet deren Ertrag zur Besoldung der Pfarrerinnen und Pfarrer.
Pfründe (zu althochdt. pfruonta = Lebensunterhalt, mittellat. praebenda) ist ein zur Nutznießung und Sicherung des Einkommens verliehenes Gut oder Recht, das meist mit einem geistlichen Amt verbunden war. Die Besoldung der Pfarrer erfolgte in früheren Jahrhunderten über die Pfründen, also über Ackerland und Wald. Der Pfarrer bekam – anders als heute – kein Gehalt von einer zentralen Stelle der Landeskirche, sondern lebte vom Ertrag der Grundstücke. Zum Teil bewirtschaftete er sie sogar selbst.
Wurden in früheren Jahrhunderten Kirchen gebaut, mussten zwei Stiftungen vorhanden sein: Zum einen die Kirchenstiftung für den Bau und Unterhalt der Gotteshäuser, und zum anderen die Pfründestiftung, die der Besoldung der Geistlichen diente. Lange Zeit war der Pfarrer für die Verwaltung und Bewirtschaftung der Grundstücke zuständig; neben seinen seelsorgerlichen Aufgaben ein erheblicher Aufwand.
Im Jahr 1935 wurde der Pfründestiftungsverband der Evangelisch-Lutherischen Kirche in Bayern (ELKB) gegründet, um die 1.886 Pfründestiftungen der evangelischen Kirchengemeinden zusammenzufassen. Diese Stiftungen bestehen mit Schwerpunkt in den Gegenden, in denen seit der Reformation durchgängig evangelische Pfarreien vorhanden waren. Der Verband vertritt und verwaltet die Pfründestiftungen als Körperschaft des öffentlichen Rechts. Der Ertrag wird zur Besoldung der Pfarrerinnen und Pfarrer verwendet.
Verwaltet werden momentan 119 Häuser sowie rund 7.000 Hektar Wald, Wiesen und Äcker, die von knapp 3.900 Pächtern bewirtschaftet werden. Dazu kommen 87 Hektar, die nicht verpachtet sind (Ödland, Brache). Diese Flächen sind jedoch oft ökologisch interessant.
Damit zählt der Evangelisch-Lutherische Pfründestiftungsverband in Bayern zu den größten Grundstücksbesitzern im Freistaat. Mit der Gründung der Evang.-Luth. Pfründestiftung in Bayern im Jahr 2018 wurde der Pfründestiftungsverband aufgelöst.

## Gremien
Der Landeskirchenrat nimmt die Leitung und Aufsicht des Pfründestiftungsverbandes wahr und benennt den Vorstand. Dieser Vorstand ist in der Regel der Oberkirchenrat, der für die Finanzen zuständig ist.
Die Stiftungsaufsicht hat der Landeskirchenrat an OKR Hans-Peter Hübner delegiert, der gewährleisten soll, dass kein vermeidbarer Substanzverlust im Stiftungsvermögen entsteht. Die Referatsleitung des Pfründestiftungsverbandes ist seit 1997 mit der Stelle des Liegenschaftsreferenten der ELKB zusammengelegt und wird seit  2012 durch Jörg Heinzler wahrgenommen. Er ist im Zusammenwirken mit dem Vorstand für die strategische Planung zuständig und für die Abläufe des operativen Geschäfts: Verpachtungen, Erbbaurecht, Geldanlagen sowie die Anlageobjekte.